# United States Marine Corps Forces Special Operations Command

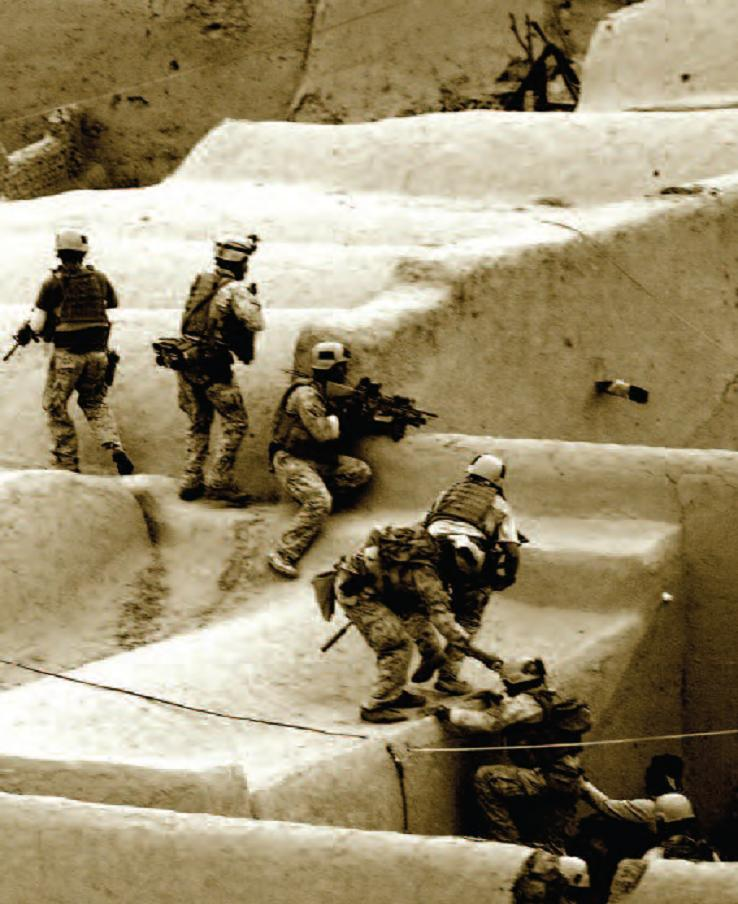
Soldati del 1st SOB (1º Special Operations Battalion) mentre rispondono al fuoco in Afghanistan

United States Marine Corps Forces Special Operations Command (MARSOC) è un comando delle forze per operazioni speciali del Corpo dei Marine degli Stati Uniti. Il nuovo comando è stato ordinato nell'ottobre 2005 dall'allora segretario della difesa Donald Rumsfeld, ed è stato attivato nel febbraio 2006 presso la Marine Corps Base Camp Lejeune, Carolina del Nord, anche se la piena capacità operativa è stata raggiunta solo nell'ottobre 2008. Successivamente hanno ottenuto la denominazione di Marine Raiders.
Tutte le unità che fanno parte del MARSOC hanno il quartier generale a Camp Lejeune, Carolina del Nord:
- Marine Raider Regiment (MRR), reggimento operazioni speciali dei Marine). Composto da una compagnia comando e tre battaglioni speciali (1º, 2º e 3º), specializzato nel fornire istruttori militari e personale combattente di supporto alle forze militari, di polizia o paramilitari di paesi amici degli USA, in modo tale da addestrarle a svolgere autonomamente e con professionalità i rispettivi compiti.[3]
- Marine Raider Support Group (MRSG). Unità di supporto al MARSOC.[4]
- Marine Raider Training Center (MRTC). Ha il compito di addestrare il personale inquadrato nel MARSOC.[5]